# Șapartoc
Șapartoc (węg. Sárpatak) – wieś w Rumunii, w okręgu Marusza, w gminie Albești. W 2011 roku liczyła 26 mieszkańców.